# Plaza Juan Domingo Perón
La Plaza Juan Domingo Perón se encuentra en el barrio de Monserrat, ciudad de Buenos Aires, ubicada delante de la Aduana, a 200 metros de la Casa Rosada.
Toma su nombre del tres veces presidente.
Dentro del predio se encuentra la escultura Diana Cazadora, del artista Clásico A. Prill. Se trata de una reproducción de la obra Diana de Versalles, exhibida en el Museo del Louvre.
El espacio verde está emplazado dentro del denominado Paseo de la Historieta, una iniciativa del gobierno municipal para crear un corredor con alegorías de personajes de historietas argentinos, por lo que se prevé la instalación de una estatua de Patoruzú y Gaturro dentro del parque.
En noviembre de 2014 se presentó un proyecto para renombrar a la plaza como Plaza Juan Domingo Perón. En 2014 la Legislatura porteña aprobó una resolución para levantar una escultura en homenaje al expresidente Juan Domingo Perón frente a la Aduana. La plaza fue inaugurada el 8 de octubre del 2015, aniversario del natalicio del general Perón, por el Jefe de Gobierno Mauricio Macri, junto al sindicalista peronista Hugo Moyano.
Anteriormente hacia alusión a expresidente que gobernó el país entre 1932 y 1938 durante la llamada Década Infame.
El 6 de octubre de entre otros argumentos para quitarle el nombre de Justo a la plaza los legisladores porteños argumentaron que Justo fue elegido el 8 de noviembre de 1931 con el apoyo de la dictadura militar gobernante, que las elecciones acusadas de fraude. Los legisladores también agregaron que "durante su mandato, entregó el país a manos de los ingleses con el Pacto Roca-Runciman. Durante el ejercicio del cargo, Justo "restauró las libertades civiles, pero actuó como dictador y envió al exilio a destacados políticos radicales". Por esas razones votaron por unanimidad retirarle el homenaje y en cambio renombrar a la plaza como Juan Domingo Perón, presidente electo en tres oportunidades.